# Halipeurus noctivagus
Halipeurus noctivagus är en insektsart som beskrevs av Günter Timmermann 1960. Halipeurus noctivagus ingår i släktet Halipeurus och familjen fjäderlöss. Inga underarter finns listade i Catalogue of Life.